# 16 Animali

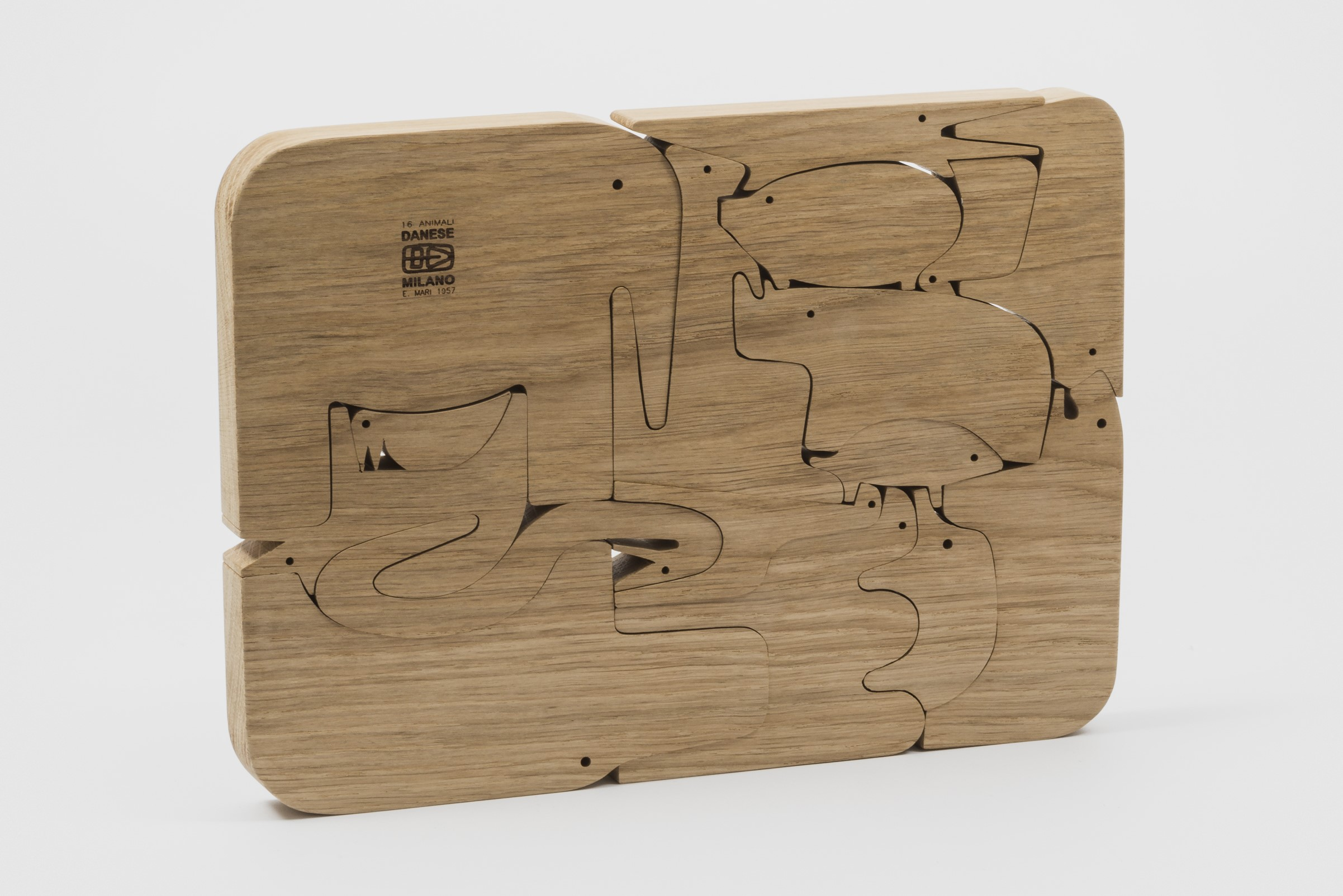
16 Animali

16 Animali je dřevěná skládačka 16 vyřezávaných zvířat, kterou v roce 1956 navrhl italský designér Enzo Mari. Od roku 1957 ji prodává milánská nábytkářská firma Danese v ročním limitovaném počtu 200 kusů.
Postavičky zvířat jsou vyřezané z jedné masivní dubové desky a distribuovány v kompaktní kazetě. Existuje i varianta 16 Pesci s rybami.
V prosinci 2019 zorganizoval umělecký ředitel značky Danese Giulio Iacchetti akci, při které oslovil 16 designérů, aby figurky zvířat pomalovali.